# 泉州公交微4路
泉州公交微4路，全称为泉州微循环公交4路线。是中华人民共和国泉州市境内的一条公共交通线路，全程4.3公里。起讫点均为东宝花苑首末站。，运营时间为7:00-19:00。
本线为泉州公交首条使用MPV车辆运营的线路

## 历史
- 2023年7月，为解决东宝花苑小区出行难问题[1]，泉州公交集团拟定新增微4路用以解决该片区公交线路空白。
- 2023年8月30日，泉州市交通局批复泉州公交集团《关于新辟3条公交线路的请示》[2]
- 2023年9月15日，泉州市发改委批复《关于核定微4路公交线票价的请示》。[3]
- 2023年9月16日，泉州公交集团发布开通微4路的预告。[4]
- 2023年9月18日，微4路正式开通。初期运营模式为单循环线，运营时间为7:00-19:00。初期票价为一票制1元/人，使用车辆为2部上汽大通SH6485N1BEV型纯电动MPV。[5]
- 2025年7月29日，因原配1部SH6485N1BEV空调故障待修停驶，东海公司抽调微1路1部金旅XML6606JEVA0C1空调电动巴士至微4路补充运能，配车数不变。

## 站点
- 本线仅单向运营

| 路线 | 路线 | 路线 | 所在地区、街道 | 所在地区、街道 | 站点名         | 备注                           |
| ---- | ---- | ---- | -------------- | -------------- | -------------- | ------------------------------ |
|      |      |      | 丰泽区         | 东宝花苑       | 东宝花苑首末站 | 起讫站                         |
|      |      |      | 丰泽区         | 昌盛路         | 东宝花苑西南门 |                                |
|      |      |      | 丰泽区         | 昌盛路         | 昌盛路中段     |                                |
|      |      |      | 丰泽区         | 宝盖路         | 闽南工贸学校   |                                |
|      |      |      | 丰泽区         | 宝盖路         | 昌盛路中段     |                                |
|      |      |      | 丰泽区         | 通港西街       | 法坊路口       | 原名 筑路机厂                  |
|      |      |      | 丰泽区         | 通港西街       | 霞露口         | 本站通过后折返至宝盖路、昌盛路 |
|      |      |      | 丰泽区         | 东宝花苑       | 东宝花苑首末站 | 起讫站                         |

## 票价
微4路为一票制，票价¥1.0。
- 泉通卡普通卡9折，月票卡、敬老卡、爱心卡优惠有效
- 可使用泉城通APP及支付宝、云闪付、微信乘车码支付

## 配车
微4路配车数总计2部，其中：
- 大通SH6485N1BEV  1部
- 金旅XML6606JEVA0C1  1部

- 大通SH6485N1BEV
（2023.9 - ）
- 金旅XML6606JEVA0C1
（2025.7 - ）

## 相关
- 泉州公交线路列表